# Pristigloma alba
Pristigloma alba är en musselart som beskrevs av Saunders och Allen 1973. Pristigloma alba ingår i släktet Pristigloma och familjen Pristiglomidae. Inga underarter finns listade i Catalogue of Life.